# Nguyễn Ngọc Oánh
Nguyễn Ngọc Oánh (1925-2010), nguyên là một tướng lĩnh Không Quân của Quân lực Việt Nam Cộng hòa, cấp bậc Chuẩn tướng. Ông xuất thân từ khóa đầu tiên tại trường Võ bị Liên quân sau khi Võ bị Quốc gia từ Huế dời về Nam Cao nguyên Trung phần, đặt trên cơ sở có sẵn của trường Võ bị Liên quân Viễn Đông trước đó thuộc Quân đội Pháp. Ra trường, ông được về đơn vị Bộ binh, nhưng chỉ một thời gian ngắn, ông được tuyển dụng sang Quân chủng Không quân.

## Tiểu sử & Binh nghiệp
Ông sinh vào tháng 6 năm 1925 trong một gia đình trung nông khá giả tại Duy Tiên, Hà Nam, miền Bắc Việt Nam. Năm 1945, ông tốt nghiệp chương trình Trung học Pháp tại Hà Nội với văn bằng Tú tài bán phần (Part I). Được bổ dụng làm công chức tại Nam Định cho đến khi gia nhập quân đội.

### Quân đội Quốc gia Việt Nam
Đầu năm 1950, thi hành lệnh động viên, ông nhập ngũ vào Quân đội Quốc gia, mang số quân: 45/600.051. Theo học khóa 3 Trần Hưng Đạo tại trường Võ bị Liên quân Đà Lạt, khai giảng ngày 1 tháng 1 năm 1950. Ngày 26 tháng 5 năm 1951 mãn khóa tốt nghiệp với cấp bậc Thiếu úy hiện dịch. Ra trường được chuyển đi phục vụ tại một Tiểu đoàn Bộ binh Việt Nam trong Quân đội Liên hiệp Pháp.
Tháng 3 năm 1952, ông trúng tuyển chuyển sang Quân chủng Không quân, theo học khóa 1 Hoa tiêu Quan sát tại Trung tâm Huấn luyện Không quân Nha Trang, khai giảng ngày 3 tháng 3 và mãn khóa ngày 25 tháng 12 cùng năm. Đến đầu tháng 3 năm 1953, ông được thăng cấp Trung úy và được cử giữ chức vụ Chỉ huy trưởng Phi đoàn 1 Quan sát ở Tân Sơn Nhứt, Chỉ huy phó là Trung úy Từ Bộ Cam. Tháng 5 năm 1954, Phi đoàn 1 Quan sát di chuyển ra Đà Nẵng.

### Quân đội Việt Nam Cộng hòa
Đầu năm 1955, Phi đoàn 1 Quan sát lại di chuyển ra Thành nội Huế. Sau thời điểm Quân đội Quốc gia được đổi tên thành Quân đội Việt Nam Cộng hòa, ông được lệnh bàn giao Phi đoàn 1 Quan sát lại cho Đại úy Trần Phước để lên đường đi du học khóa Huấn luyện viên Hoa tiêu Quan sát tại Căn cứ không quân Marrakech, Maroc (thuộc địa Pháp). Tháng 7 cùng năm mãn khóa về nước ông được thăng cấp Đại úy giữ chức vụ Chỉ huy trưởng đầu tiên Trung tâm Huấn luyện Không quân Nha Trang (nhân lúc Pháp rút quân và bàn giao cơ sở Huấn luyện này lại cho Không quân Việt Nam). Giữa năm 1959, ông được chuyển về phục vụ trong Bộ Chỉ huy Không quân tại Bộ Tổng tham mưu với chúc vụ là một Trưởng ban.
Ngày Quốc khánh Đệ nhất Cộng hòa 26 tháng 10 năm 1960, ông được thăng cấp Thiếu tá và được tái bổ nhiệm chức vụ Chỉ huy trưởng Trung tâm Huấn luyện Không quân (thời điểm này, Giám đốc Huấn luyện là Đại úy Dương Thiệu Hùng). Đến tháng 8 năm 1961, một lần nữa ông được lệnh bàn giao chức Chỉ huy trưởng Trung tâm Huấn luyện lại cho Trung tá Đỗ Khắc Mai để trở về phục vụ trong Bộ tư lệnh Không quân giữ chức vụ Tham mưu phó. Giữa năm 1962, ông được thăng cấp Trung tá tại nhiệm.
Đầu năm 1969, ông được thăng cấp Đại tá và được tín nhiệm lần thứ 3 thay thế Đại tá Nguyễn Văn Ngọc giữ chức vụ Chỉ huy trưởng Trung tâm Huấn luyện Không quân Nha Trang và ở chức vụ này cho đến đầu tháng 4 năm 1975.
Ngày Quốc khánh Đệ nhị Cộng hòa 1 tháng 11 năm 1972, ông được thăng cấp Chuẩn tướng tại nhiệm.

## 1975
Ngày 30 tháng 4, ông cùng gia đình di tản ra khỏi Việt Nam. Sau đó sang định cư tại Pasadena, Tiểu bang California, Hoa Kỳ.
Ngày 24 tháng 5 năm 2010, ông từ trần tại nơi định cư. Hưởng thọ 85 tuổi.